# 山葵沢地熱発電所
山葵沢地熱発電所（わさびざわちねつはつでんしょ）は、秋田県湯沢市に立地する地熱発電所である。

## 設備
秋田県湯沢市の南方、県道310号線沿いに位置する地熱発電所で、2019年5月に営業運転を開始した。定格出力は46,199キロワット (kW) であり、運転開始時点において、その設備容量は日本の地熱発電所では、4番目に大きい。また、日本国内で10 MWを超える規模の地熱発電所としては、これが23年ぶりの稼働開始であった。この発電所では、3つの生産基地に設けた9本の生産井から蒸気を取出し、発電に用いる。運転方式はダブルフラッシュ方式であり、発電後の熱水は約2.4 km先の還元基地まで配管で輸送した後に、7本の還元井を用いて地下に還元される。

## 運営組織
この発電所を運営する湯沢地熱株式会社は、2010年に電源開発、三菱マテリアル、三菱ガス化学による出資で設立された。発電した電力は固定価格買い取り制度を活用して、東北電力に販売している。

## 沿革
沿革は次の通り。
- 1993年度～1999年度 – この地域で新エネルギー・産業技術総合開発機構による調査の実施。
- 2004年度 - 三菱マテリアルが秋ノ宮地域で、調査を継続。
- 2008年度 – 電源開発と三菱マテリアルが山葵沢地域で、調査を継続。
- 2010年度 – 湯沢地熱株式会社を設立。
- 2011年11月～2014年10月 – 環境アセスメントを実施。
- 2015年5月 – 山葵沢地熱発電所の建設に着手。
- 2019年5月 – 山葵沢地熱発電所の営業運転を開始。
- 2021年1月 – 新エネルギー財団「令和2年度新エネ大賞」資源エネルギー庁長官賞（導入活動部門）を受賞[4]。